# This Is Reality
A This Is Reality című dal a holland Anita Doth 3. kimásolt kislemeze első Universe című albumáról, mely 2001-ben jelent meg a Pleasure Records kiadónál.
A dal a holland kislemezlista 57. helyéig jutott.

## Megjelenések
CD Single  Hollandia Pleasure Records – PRCS 20415
1. This Is Reality (Radio Edit) 3:03
2. This Is Reality (Sol's Baby Jesus Trance Vox Edit) 3:50